# Episodi di No Tomorrow

Joshua Sasse (Xavier) e Tori Anderson (Evie), protagonisti della serie

Questa voce contiene trame, dettagli e crediti dei registi e degli sceneggiatori della prima e unica stagione della serie televisiva No Tomorrow, composta da 13 episodi.
Negli Stati Uniti, la serie è stata trasmessa su The CW a partire dal 4 ottobre 2016 al 17 gennaio 2017.
In Italia è stata trasmessa dal 9 giugno al 14 luglio 2018 alle 10:05 su Rai 2.
| nº | Titolo originale         | Titolo italiano                   | Prima TV USA     | Prima TV Italia |
| -- | ------------------------ | --------------------------------- | ---------------- | --------------- |
| 1  | Pilot                    | L'apocalista                      | 4 ottobre 2016   | 9 giugno 2018   |
| 2  | No Crying in Baseball    | Non si piange nel baseball        | 11 ottobre 2016  | 9 giugno 2018   |
| 3  | No Doubt                 | Nessun dubbio                     | 18 ottobre 2016  | 16 giugno 2018  |
| 4  | No Holds Barred          | Oltre i limiti                    | 25 ottobre 2016  | 16 giugno 2018  |
| 5  | No Regrets               | Nessun rimorso                    | 1º novembre 2016 | 23 giugno 2018  |
| 6  | No Debts Remain Unpaid   | I debiti vanno saldati            | 15 novembre 2016 | 23 giugno 2018  |
| 7  | No You Say It First      | Dillo prima tu                    | 22 novembre 2016 | 30 giugno 2018  |
| 8  | No Rest for the Weary    | La protesta                       | 29 novembre 2016 | 30 giugno 2018  |
| 9  | No Truer Words           | Non ci sono parole più vere       | 6 dicembre 2016  | 7 luglio 2018   |
| 10 | No Soup for You          | Niente zuppa per te               | 27 dicembre 2016 | 7 luglio 2018   |
| 11 | No Woman No Cry          | Nuove prospettive                 | 3 gennaio 2017   | 14 luglio 2018  |
| 12 | No Time Like the Present | Nessun momento è come il presente | 10 gennaio 2017  | 14 luglio 2018  |
| 13 | No Sleep 'Til Reykjavik  | Fine del mondo?                   | 17 gennaio 2017  | 14 luglio 2018  |

## L'apocalista
- Titolo originale: Pilot
- Diretto da: Brad Silberling
- Scritto da: Corinne Brinkerhoff, Tory Stanton, Scott McCabe

### Trama
Evie Marie Covington, impiegata alla Cybermart Warehouse (azienda di distribuzione simile ad Amazon), conosce per caso un uomo di nome Xavier durante un mercato alimentare. Un giorno, rientrando a casa, trova un pacco erroneamente consegnato a lei e indirizzato a un certo Xavier Holliday, che lei è certa essere quell'uomo. Quando la donna si presenta alla sua porta, Evie rimane molto affascinata da Xavier soprattutto nel constatare che è uno spirito totalmente libero. Xavier le spiega quale sia il motivo di questa sua "condizione": durante il suo impiego come copy editor di una rivista scientifica, l'uomo ha scoperto che l'asteroide 2000 WX 354 colpirà la Terra in 8 mesi e 12 giorni. Superato lo shock iniziale, Xavier decide di abbandonare il suo lavoro e crea una "apocalista", cioè un elenco di cose da realizzare prima della fine del mondo. L'uomo cerca di incoraggiare Evie ad approfittare dei pochi mesi di vita del pianeta per creare anche lei la sua "apocalista".
- Altri interpreti: George Basil (Jesse Holliday), Kelly Stables (Mary Anne), Gigi Rice (Madre di Evie), London Moses Martins (Tucker), Luis Jimenez (Teddy), Chris Aquilino (Infermiere), Ernie González Jr. (Venditore), Randy Hall (Big Carl), Sandra Valladares (Melinda)

## Non si piange nel baseball
- Titolo originale: No Crying in Baseball
- Diretto da: Stuart Gillard
- Scritto da: Maggie Friedman, Tory Stanton, Scott McCabe
- Altri interpreti: George Basil (Jesse Holliday), Kelly Stables (Mary Anne), Nateo Smith (Tyler)